# Рафаэл Папагаю
Рафаэл Элиас да Силва (порт.-браз. Rafael Elias da Silva более известный, как Рафаэл Папагаю порт.-браз. Rafael Papagaio); родился 4 декабря 2000 года,  Бразилия), — бразильский футболист, нападающий клуба «Палмейрас», на правах аренды выступающий за «Итуано».

## Биография
Папагаю — воспитанник клуба «Палмейрас». 6 марта 2018 года в матче Лиги Паулиста против «Сан-Каэтано» он дебютировал за основной состав. 22 марта в поединке против «Новоризонтино» Рафаэл забил свой первый гол за «Палмейрас». 27 мая в матче против «Спорт Ресифи» он дебютировал в бразильской Серии A.

## Титулы
- Чемпион Бразилии (1): 2018